# Brian Fagan
Brian Murray Fagan (Inghilterra, 1º agosto 1936 – Santa Barbara, 1º luglio 2025) è stato un egittologo e antropologo britannico.

## Biografia
Studiò archeologia e antropologia presso l'Università di Cambridge. Scrisse numerosi saggi di archeologia, tra cui The rape of the Nile e The adventure of archaeology. Dal 1967 fu professore di antropologia in California.